# رخصة للقتل
رخصة القتل (بالإنجليزية: License to Kill) هو فيلم حركة وإثارة أنتج عام 1989 ، وهو الفيلم السادس عشر في سلسلة جيمس بوند من إنتاج شركة إيون للإنتاج ، والفيلم الثاني والأخير للنجم تيموثي دالتون بدوروكيل MI6 جيمس بوند . ويشهد تعليق بوند من MI6 بينما يلاحق زعيم المخدرات فرانز سانشيز، الذي أمر بمهاجمةصديق بوند في وكالة المخابرات المركزية فيليكس ليتر وقتل زوجة فيليكس بعد حفل زفافهما.
كان فيلم "ترخيص للقتل" هو فيلم بوند الخامس والأخير من إخراج جون جلين ، وآخر فيلم ظهر فيه روبرت براون في دور إم وكارولين بليس في دور الآنسة مونيبيني . كان أيضًا آخر فيلم يعرض أعمال كاتب السيناريو ريتشارد مايبوم ، ومصمم العنوان موريس بيندر والمنتج ألبرت ر.بروكلي ، الذين ماتوا جميعًا في السنوات التالية.
كان فيلم "ترخيص للقتل" هو أول فيلم بوند لا يستخدم عنوان قصة إيان فليمنج . كان العنوان في الأصل تم إبطال الترخيص ، وتم تغيير الاسم أثناء مرحلة ما بعد الإنتاج بسبب ربط جماهير الاختبار الأمريكية المصطلح برخصة القيادة . على الرغم من أن حبكتها أصلية إلى حد كبير، إلا أنها تحتوي على عناصر من رواية فليمنج عش ودع الموت والقصة القصيرة " ندرة هيلدبراند "، متشابكة مع فرضية تخريبية متأثرة بفيلم أكيرا كوروساوا يوجيمبو .
لأسباب تتعلق بالميزانية، أصبح فيلم "رخصة القتل" أول فيلم بوند تم تصويره بالكامل خارج المملكة المتحدة: تم التصوير الرئيسي في المكسيك والولايات المتحدة، بينما تم تصوير التصميمات الداخلية في Estudios Churubusco بدلاً من Pinewood Studios . حقق الفيلم أكثر من 156 مليون دولار في جميع أنحاء العالم وتلقى مراجعات إيجابية بشكل عام، مع الثناء على الأعمال المثيرة، لكنه اجتذب انتقادات بسبب لهجته الداكنة، والتي أدت إلى تصوير دالتون لبوند.

## الميزانيةوالإيرادات
بلغت تكلفة إنتاج الفيلم حوالي 32 مليون دولار بينما حقق أرباحا تقدر بـ 156.2 مليون دولار.

## روابط خارجية
- رخصة للقتل على موقع IMDb (الإنجليزية)
- رخصة للقتل على موقع ميتاكريتيك (الإنجليزية)
- رخصة للقتل على موقع روتن توميتوز (الإنجليزية)
- رخصة للقتل على موقع نتفليكس (الإنجليزية)
- رخصة للقتل على موقع ألو سيني (الفرنسية)
- رخصة للقتل على موقع Turner Classic Movies (الإنجليزية)
- رخصة للقتل على موقع أول موفي (الإنجليزية)
- رخصة للقتل على موقع بوكس أوفيس موجو (الإنجليزية)
- رخصة للقتل على موقع فيلمافينيتي (الإسبانية)
- رخصة للقتل على موقع قاعدة بيانات الأفلام السويدية (السويدية)